# 阿拉尔市
40°32′44″N 81°16′39″E / 40.54556°N 81.27750°E
阿拉尔市（維吾爾語：ئارال شەھرى，Aral Shehri）是中华人民共和国新疆维吾尔自治区下辖的县级市，与新疆生产建设兵团第一师实行“师市合一”，位於阿克苏地区境內。市人民政府駐金银川路街道。

## 建制历史
第一师阿拉尔市的前身是中国人民解放军第一野战军第一兵团第二军步兵第五师。1949年11月，第五师进驻南疆。1953年6月5日，第五师在阿克苏地区整编为新疆军区农业建设第一师。1954年1月，农一师由南疆军区代管。1954年10月，农一师隶属新疆军区生产建设兵团。1955年3月1日，南疆军区生产管理处并入农一师。随后，农一师师部从阿克苏迁至沙井子，于1956年10月迁回阿克苏。1966年4月，第四生产管理处及3个农场、第二牧场划归农三师建制。1969年7月，农一师将所属18个胜利农场番号，按序列改称16个团，在团名前冠以中国人民解放军新疆军区生产建设兵团农业建设第一师第×团。1975年兵团建制撤销后，6月，农一师改称阿克苏地区农垦局，受新疆农垦总局和阿克苏行署双重领导，原农一师所属团场改称阿克苏地区农垦×团，第一牧场划归和田管理局，第二牧场移交克孜勒苏柯尔克孜自治州，其它工、交、建、商、服、文教卫生等单位移交阿克苏地区有关部门。1981年12月兵团体制恢复后，1982年6月，阿克苏地区农垦局恢复原农一师建制。
2002年9月，国务院批准新疆维吾尔自治区设立县级阿拉尔市，由新疆维吾尔自治区直辖。2004年1月19日，阿拉尔市正式挂牌成立。2005年10月10日，阿克苏市托喀依乡整体移交一师阿拉尔市。2006年3月28日，阿拉尔市成立金银川路街道。2007年9月，阿拉尔市成立青松路街道和幸福路街道。2013年1月，新疆生产建设兵团农业建设第一师更名为新疆生产建设兵团第一师。2013年1月23日，新疆维吾尔自治区人民政府批复同意，将阿克苏市802.733平方千米、阿瓦提县474.208平方千米、柯坪县61.798平方千米区域（共1338.739平方千米）划归阿拉尔市管辖，设立一团金银川镇。2016年1月9日，新疆维吾尔自治区人民政府批复同意设立五团沙河镇、六团双城镇，于19日挂牌成立。2017年5月，一团金银川镇由第七师代管，五团沙河镇由第十一师代管。2018年7月1日，四团永宁镇挂牌成立。2020年1月18日，二团新井子镇、三团甘泉镇、十一团花桥镇、十三团幸福镇、十四团金杨镇挂牌成立。12月31日，七团玛滩镇、八团塔门镇、九团梨花镇、十团昌安镇、十二团塔南镇、十六团新开岭镇挂牌成立。

## 经济人口
2021年，第一师阿拉尔市地区生产总值375.19亿元人民币，其中第一产业增加值175.84亿元人民币，第二产业增加值72.18亿元人民币，第三产业增加值127.17亿元人民币。师市年末总人口43.86万人，其中男性23.76万人，女性20.10万人；汉族37.61万人，少数民族6.25万人；年末户籍人口32.9万人，人户分离人数8.4万人，流动人口8.6万人。人均生产总值88527元人民币，人均可支配收入38351元人民币，其中城镇居民人均可支配收入43859元人民币，连队居民人均可支配收入28111元人民币。
2021年，第一师阿拉尔市完成农业总产值350.71亿元人民币，其中种植业产值309.79亿元人民币，林业产值5.31亿元人民币，牧业产值20.87亿元人民币，渔业产值1.80亿元人民币，农林牧渔服务业产值12.93亿元人民币。农作物播种面积203.12千公顷，其中粮食种植面积13.82千公顷，棉花种植面积163.01千公顷，蔬菜种植面积6.96千公顷。全年棉花产量38.29万吨，粮食产量14.03万吨。全年园林水果（不含食用坚果）面积60.09千公顷，水果及食用坚果产量206.98万吨。核桃面积9.36千公顷，结果面积9.02千公顷，总产6.12万吨。全年水产品产量0.83万吨。全年猪牛羊存栏头数54.14万头（只）。肉类总产量4.07万吨，毛绒产量0.08万吨，牛奶产量9.72万吨，禽蛋产量0.48万吨。农业产业化经营组织783个，自治区级以上农业产业化重点龙头企业25家。
2021年，第一师阿拉尔市实现工业增加值43.97亿元人民币。规模以上工业累计完成工业总产值198.33亿元人民币，其中轻工业129.54亿元人民币，重工业68.79亿元人民币。规模以上工业中，纺织业完成工业总产值56.41亿元，农副食品加工业完成工业总产值41.94亿元人民币，非金属矿物制品业完成工业总产值27.00亿元人民币，电力、热力生产和供应业完成工业总产值20.09亿元人民币，化学纤维制造业完成工业总产值20.82亿元人民币，化学原料和化学制品制造业完成工业总产值14.17亿元人民币。规模以上工业企业实现主营业务收入193.50亿元人民币，利润总额9.77亿元人民币。全年实现建筑业增加值28.24亿元人民币，全年签订合同额168.67亿元人民币，建筑业总产值80.21亿元人民币。房屋建筑施工面积674.4万平方米，房屋竣工面积190.7万平方米。
2021年，第一师阿拉尔市批发和零售业增加值15.82亿元人民币，交通运输、仓储和邮政业增加值5.35亿元人民币，住宿和餐饮业增加值4.52亿元人民币，金融业增加值16.82亿元人民币，房地产业增加值12.10亿元人民币，营利性服务业增加值8.92亿元人民币，非营利性服务业增加值58.97亿元人民币。全年规模以上服务业企业营业收入23.13亿元人民币。

## 教育
1958年，塔里木河农业大学建立，现名塔里木大学。

## 地理气候
阿拉尔市地处天山南边，塔里木盆地北边，阿克苏河、叶尔羌河、和田河交汇之处的塔里木河上游，位于东经80°30′至81°58′，北纬40°22′至40°57′之间，总面积6923.4平方公里。阿拉尔市属塔里木河冲积细土平原，地势由西北向东南倾斜。阿拉尔市属暖温带极端大陆性干旱荒漠气候，极端最高气温35℃，极端最低气温-28℃。太阳辐射年均133.7～146.3千卡/平方厘米，年均日照2556.3～2991.8小时，日照率为5869%。雨量稀少，冬季少雪，地表蒸发强，年均降水量为40.1～82.5毫米，年均蒸发量1876.6～2558.9毫米。水资源有阿克苏河、塔里木河及胜利、上游、多浪三大平原水库，灌溉主要利用昆马力克河、哈拉玉尔滚河、阿克苏河、多浪河以及叶尔羌河、和田河等河水。
阿拉尔市的野生动物有马鹿、草鹿、野猪、黄羊、岩羊、盘羊、牦牛、熊等100余种。野生木本植物有胡杨、灰杨、苦杨、沙枣、红柳、灌木柳等。野生草本植物有罗布麻、芦苇、香蒲、冰草、毛蜡草、狗尾草、马鞭草、酥油草等40余科140余种。毒草类有醉马草等。中草药有当归、党参、玄参、桑椹、桑白皮、仙鹤草、石榴、乌梅、杏仁、桃仁等130多种药用植物。
阿拉尔市未开采的矿产有铀、铂等。已开发的矿产有原煤、石灰石、石英砂、盐、芒硝、石膏、陶土以及硫黄、磷和硅等，利用较多的矿产有煤、石灰石、石英砂等。主要矿点为沙井子矿区、四团煤矿、五团煤矿和建化厂巴依里煤矿。

## 行政区划
第一师阿拉尔市下辖3个街道办事处、15个镇、1个乡、2个类似乡级单位的工业园区：
金银川路街道、幸福路街道、青松路街道、一团金银川镇、二团新井子镇、三团甘泉镇、四团永宁镇、五团沙河镇、六团双城镇、七团玛滩镇、八团塔门镇、九团梨花镇、十团昌安镇、十一团花桥镇、十二团塔南镇、十三团幸福镇、十四团金杨镇、十六团新开岭镇、托喀依乡、工业园区、西工业园区。
| 统计用区划代码 | 名称         | 备注                                         |
| -------------- | ------------ | -------------------------------------------- |
| 659002001000   | 金银川路街道 |                                              |
| 659002002000   | 幸福路街道   |                                              |
| 659002003000   | 青松路街道   |                                              |
| 659002100000   | 金银川镇     | 与一团实行团镇合一 2017年5月，由第七师代管   |
| 659002101000   | 新井子镇     | 与二团实行团镇合一                           |
| 659002102000   | 甘泉镇       | 与三团实行团镇合一                           |
| 659002103000   | 永宁镇       | 与四团实行团镇合一                           |
| 659002104000   | 沙河镇       | 与五团实行团镇合一 2017年5月，由第十一师代管 |
| 659002105000   | 双城镇       | 与六团实行团镇合一                           |
| 659002106000   | 花桥镇       | 与十一团实行团镇合一                         |
| 659002107000   | 幸福镇       | 与十三团实行团镇合一                         |
| 659002108000   | 金杨镇       | 与十四团实行团镇合一                         |
| 659002109000   | 玛滩镇       | 与七团实行团镇合一                           |
| 659002110000   | 塔门镇       | 与八团实行团镇合一                           |
| 659002111000   | 梨花镇       | 与九团实行团镇合一                           |
| 659002112000   | 昌安镇       | 与十团实行团镇合一                           |
| 659002113000   | 塔南镇       | 与十二团实行团镇合一                         |
| 659002114000   | 新开岭镇     | 与十六团实行团镇合一                         |
| 659002200000   | 托喀依乡     |                                              |
| 659002402000   | 工业园区     |                                              |
| 659002518000   | 西工业园区   |                                              |

## 交通
阿拉尔站是位于市区西南郊的火车站。
阿拉尔塔里木机场是4C级支线机场，位于市区以南12公里处。

### 引用
1. ↑  国务院第七次全国人口普查领导小组办公室. . 北京市: 中国统计出版社. 2022-07. ISBN 978-7-5037-9772-9. Wikidata Q130368174 （中文）.
2. ↑  农一师阿拉尔市年鉴，2011，第23頁.
3. ↑  . 第一师阿拉尔市托喀依乡网. 2020-03-23  [2021-08-30]. （原始内容存档于2022-07-14）.
4. ↑  . 第一师阿拉尔市金银路街道办网. 2019-09-12  [2021-08-30]. （原始内容存档于2022-07-14）.
5. ↑  . 第一师阿拉尔市幸福路街道办网. 2019-09-12  [2021-08-30]. （原始内容存档于2022-07-14）.
6. ↑  . 第一师阿拉尔市金银路街道办网. 2021-10-08  [2022-07-15]. （原始内容存档于2022-07-15）.
7. ↑  . 第一师阿拉尔市人民政府网. 2021-02-23  [2021-08-30]. （原始内容存档于2022-07-14）.
8. ↑  新疆维吾尔自治区人民政府关于同意阿克苏市、阿瓦提县、柯坪县部分行政区划调整及设立金银川镇的批复（新政函〔2013〕17号）
9. ↑  .   [2017-09-21]. （原始内容存档于2017-09-21）.
10. ↑  . 华夏经纬网. 2016-01-22  [2021-08-30]. （原始内容存档于2021-08-30）.
11. ↑  . 一点网. 2019-05-13  [2021-08-30]. （原始内容存档于2022-06-23）.
12. ↑  . 新疆兵团第十一师.   [2020-08-24]. （原始内容存档于2020-07-25）.
13. ↑  . 兵团民政局. 2018-07-03  [2021-08-30]. （原始内容存档于2022-07-14）.
14. ↑  . 第一师阿拉尔市人民政府网. 2018-07-03  [2021-08-30]. （原始内容存档于2022-06-21）.
15. ↑  . 第一师阿拉尔市人民政府网. 2021-01-01  [2021-08-30]. （原始内容存档于2021-12-06）.
16. 1 2 3 4  . 第一师阿拉尔市人民政府网. 2022-04-11  [2022-07-15]. （原始内容存档于2022-07-15）.
17. ↑  . 第一师阿拉尔市人民政府网. 2022-03-15  [2022-07-15]. （原始内容存档于2022-07-14）.
18. ↑  . 第一师阿拉尔市人民政府网. 2022-03-15  [2022-07-15]. （原始内容存档于2022-07-15）.
19. ↑  . 第一师阿拉尔市人民政府网. 2022-03-15  [2022-07-15]. （原始内容存档于2022-07-15）.
20. ↑  农一师阿拉尔市年鉴，2011，第25頁.
21. ↑  . 中国·国家地名信息库.

### 來源
- 贺苏林主编；农一师阿拉尔市史志编纂委员会. . 新疆生产建设兵团出版社. 2013. ISBN 978-7-80756-556-7. NLC 007911184.